# Synonymes
Synonymes è un film del 2019 diretto da Nadav Lapid, vincitore dell'Orso d'oro al 69º Festival di Berlino.

## Trama
Il giovane israeliano Yoav, appena arrivato a Parigi senza un soldo e senza conoscenze, è in fuga dalla sua nazionalità di cui vorrebbe liberarsi al più presto. Per far ciò, giura a sé stesso che da ora in poi dalle sue labbra non uscirà più nessuna parola in ebraico affidandosi solo al suo fedele dizionario dei sinonimi e contrari.

## Distribuzione
Il film è stato presentato in anteprima il 13 febbraio 2019 al Festival internazionale del cinema di Berlino. È stato distribuito nelle sale cinematografiche israeliane a partire dal 28 febbraio dello stesso anno, in quelle francesi dal 27 marzo mentre in quelle tedesche dal 5 settembre 2019.

## Accoglienza
Secondo quanto riportato dalla rivista Screen International, il film è stato, in media, quello meglio recensito di tutto il Festival da parte della critica internazionale a pari merito col turco Kız Kardeşler.
È stato inserito al 3º posto dai Cahiers du cinéma nella loro lista annuale dei migliori film dell'anno, poi incluso dal critico David Ehrlich di IndieWire all'8º posto nella propria lista dei migliori film dell'anno  ed è stato uno degli otto finalisti del premio Louis-Delluc, venendo battuto da  Jeanne di Bruno Dumont.

## Riconoscimenti
- 2019 - Festival di Berlino[7]
  - Orso d'oro
  - Premio FIPRESCI
- 2020 - Premio Lumière
  - Candidatura per la migliore promessa maschile a Tom Mercier